# Saint-Vincent-de-Paul, Gironde
Saint-Vincent-de-Paul är en kommun i departementet Gironde i regionen Nouvelle-Aquitaine i sydvästra Frankrike. Kommunen ligger i kantonen Carbon-Blanc som tillhör arrondissementet Bordeaux. År 2022 hade Saint-Vincent-de-Paul 1 016 invånare.

## Befolkningsutveckling
Antalet invånare i kommunen Saint-Vincent-de-Paul
Referens:INSEE